# Antapistis pallida
Antapistis pallida là một loài bướm đêm trong họ Noctuidae.